# Обращение (музыка)
В теории музыки под обращением понимают результат выборочной звуковысотной инверсии по определённому правилу, различному для интервалов, аккордов и мелодий.

## Обращение интервала
Обращением интервала называется результат перемены мест составляющих его тонов, когда основание становится вершиной, а вершина — основанием интервала. Исходный простой интервал и его обращение способны дополнять друг друга до октавы. Обращение составных интервалов рационально рассматривать как обращение соответствующих им простых интервалов: независимо от количества дополнительных октав основные закономерности обращения простых интервалов не изменяются. Закономерности эти следующие:
1. Все интервалы разделяются на две группы взаимнообратимых интервалов[3]. Прима обращается в октаву, октава — в приму; секунда — в септиму, септима — в секунду; терция — в сексту, секста — в терцию; кварта — в квинту, квинта — в кварту.
2. Сумма тоновых величин взаимнообратимых интервалов равна шести (тоновой величине октавы), а сумма ступеневых величин — девяти[2]. Несоответствие числа «9» с обозначением октавы объясняется тем, что одну ступень при суммировании приходится считать дважды, так как она является основанием одного и вершиной другого интервала[4].
3. Сонантные характерстики взаимнообратимых интервалов совпадают[4].
4. При обращении определённых видов интервалов чистые интервалы обращаются в чистые, большие — в малые (и наоборот), увеличенные — в уменьшённые (и наоборот), дважды увеличенные — в дважды уменьшённые (и наоборот). Таким образом, при обращении всех интервалов, кроме чистых, образуются интервалы противоположных видов[4].

## Обращение аккорда

### Исторические сведения
Первую систему аккордовых обращений составил Жан-Филипп Рамо в 1722 году. Осмыслив практику генерал-баса, Ж.-Ф. Рамо установил родство трезвучий с их обращениями.

### Обращения трезвучий и септаккордов
Расположение всех звуков по терциям всегда образует основной вид аккорда терцового строения. В таком расположении нижний (басовый) голос содержит основной тон аккорда (от нем. Grundton), то есть звук, по отношению которому определяются остальные (терция, квинта, септима и т.д.). Комбинация звуков аккорда, при которой основной тон не является нижним по тесситуре, называется его обращением.
Трезвучие имеет два обращения:
- первое обращение — секстаккорд (обозначают «6
») — обращение с терцовым тоном в нижнем голосе[9];
- второе обращение — квартсекстаккорд (обозначают «6
4») — обращение с квинтовым тоном в нижнем голосе и квартой в основании[9].

Между крайними звуками в секст- и квартсекстаккордах обнаруживается интервал сексты (в то время как крайние звуки трезвучия в основном виде образуют квинту).
Септаккорд имеет три обращения:
- первое обращение — квинтсекстаккорд (обозначают «6
5») — обращение с терцовым тоном в нижнем голосе;
- второе обращение — терцквартаккорд (обозначают «4
3») — обращение с квинтовым тоном в нижнем голосе;
- третье обращение — секундаккорд (обозначают «
2») — обращение с септимовым тоном в нижнем голосе и секундой в основании.

Во всех обращениях септаккорда образуется секунда (как результат обращения септимы между крайними звуками септаккорда, находящегося в основном виде), вершина которой содержит основной тон.
В каждом из трёх обращений септаккорда интервалом между крайними звуками выступает секста (а в основном виде — септима).

### Обращения других аккордов
Обращения многозвучных аккордов (нонаккорда, ундецимаккорда, терцдецимаккорда) и нетерцовых аккордов самостоятельных названий не имеют.

## Обращение мелодии
В обращении мелодии все шаги меняют направление: шаг на интервал вверх (вниз) заменяется шагом на интервал вниз (вверх); например, вместо шага на терцию вверх выполняется шаг на терцию вниз, вместо квинты вниз — квинта вверх и так далее. Это нередко применяется в фугах и фугообразных жигах.